# Доміно (фільм, 2019)
«Доміно» (англ. Domino) — кримінальний трилер 2019 року режисера Браяна Де Пальми з Каріс ван Гаутен, Ніколаєм Костер-Валдау, Гаєм Пірсом у головних ролях. Фільм розповідає про поліцейського, який шукає правосуддя для вбивць свого напарника.

## У ролях
| Актор                 | Роль          |
| --------------------- | ------------- |
| Ніколай Костер-Валдау | Крістіан Тофт |
| Каріс ван Гаутен      | Алекс         |
| Гай Пірс              | Джо Мартін    |
| Папріка Стін          | Ганна Тофт    |
| Томас В. Габріельссон | Волд          |
| Серен Маллінг         | Ларс Гансен   |
| Ніколас Бро           | Портер        |

## Створення фільму

### Виробництво
Зйомки фільму почались у 2017 році в Малазі. Крім того знімальна група була помічена в Алмерії. Після зйомок в Іспанії робота над фільмом продовжилась у Данії.

### Знімальна група
- Кінорежисер — Браян Де Пальма
- Сценарист — Петтер Скавлан
- Кінопродюсер — Міхель Шеннеманн, Ельс Вандеворст
- Композитор — Піно Донаджо
- Кінооператор — Хосе Луїс Алькайне
- Кіномонтаж — Білл Панков
- Художник-постановник — Корнелія Отт
- Артдиректор — Крістель Дотремон, Курт Лоєнс
- Художник-декоратор — Гендрік Ван Кетс
- Художник-костюмер — Шарлотта Віллємс
- Підбір акторів — Дес Гамільтон, Гро Терп[4]